# Tricladium fallax
Tricladium fallax är en svampart som beskrevs av Marvanová 1984. Tricladium fallax ingår i släktet Tricladium och familjen Helotiaceae.   Inga underarter finns listade i Catalogue of Life.